# 直島町
直島町（なおしまちょう）は、香川県の町で、香川郡に属する。瀬戸内海上に浮かぶ直島を中心とした直島諸島の島々で構成される。

## 地理

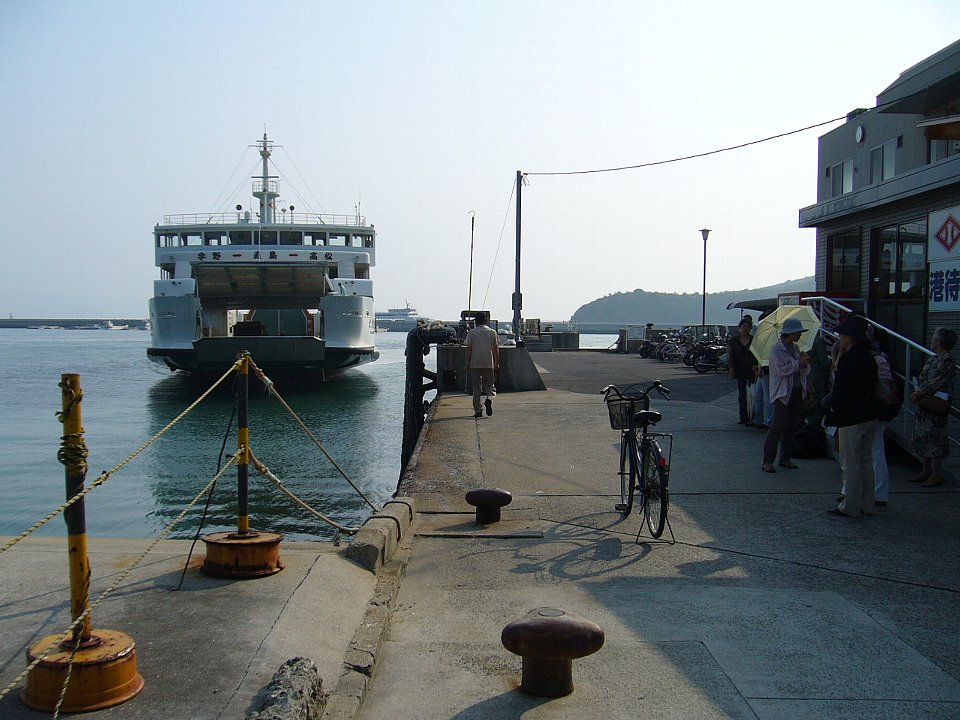
宮浦港に入港する四国汽船「なおしま」

高松市の北約13kmの瀬戸内海に位置し、岡山県玉野市の南に約3kmの位置にあり、直島を中心とした大小27島の島々で構成される。
直島町は香川県に属しているが、経済的には距離の近い岡山県側に大きく依存している。電力は中国電力から、水道は玉野市から供給を受けており、生活必需品や精錬所への資材もその多くが岡山側から搬入されている。岡山県が直島町からの越県入学を認めているため、玉野市内の高校に通学している高校生も多い。
いくつかの島は、三菱マテリアル直島製錬所の操業により煙害ではげ山となっていたが、戦後まもなくから植林の努力は続いている。特に荒神島の緑は近年見事なまでに復活している。北側一帯の木が枯れたように見えるのは2004年（平成16年）1月の山林火災のためであり、現在は煙害は無いに等しい。
直島の南側は緑豊かな海岸となっており、瀬戸内海国立公園に指定されている。
本土の陸地自体への距離は当町が所属する香川県よりも岡山県の方が近いが、県庁所在地への距離は香川県の方が近く、岡山県庁（岡山市）が約23.1kmなのに対し香川県庁（高松市）は約14kmである。井島は岡山県と香川県の県境が存在し、南側が直島町に属している。井島は日本本土以外で唯一島内に県境を持つ有人島であるが、現時点で直島町側は無人となっている。直島以外の島は殆ど無人島だが、戦後の開拓村の跡が残っている島もある。有人島としては向島と屏風島に数世帯がある。
- 山：地蔵山（香川のみどり百選）、チキリ峰、風戸山、京ノ山、鎧山
- 池：みやんだ池、広木池、琴弾地池
- 川：
- 島：直島、井島

（面積が1km2未満の島々）
向島、荒神島、柏島、葛島、牛ケ首島、京ノ上臈島、家島、局島、寺島、喜兵衛島、屏風島、尾鷹島、杵島、安野島、下烏島、丸山島、ハタゴ島、六郎島、松島、上烏島、中山島、揚島、牛ノ子岩、爼石、帆掛石
- ダム：直島ダム
- 集落：宮浦（島の玄関口）、本村（ほんむら・高原家の城下町）、積浦（漁業の村）の三つ、ほかに三菱マテリアルの社宅など。
- 大字：なし
- 小字：鶴石、風戸、重石、ヘキ、才ノ神、摺鉢谷、鷲ノ松、能見、宮ノ浦、家ノ上、追出、横防、地蔵山、立石、笠町、文教、チキリホウ、内新田、外新田、納言様、八日山、鎧山、奴免里岩、鍛冶屋、錦打、山奥、中奥、藤ヱ門谷、広木、流レ、京ノ山、神子持、高田浦、姫宮、坪ノ奥、積浦、琴反地、姫泊、倉浦、揚島、向島、小向、大福浦

直島町は過去一度も他の自治体と合併していないため大字がなく、行政上の住所表記は直島町○○番地のように町名に直接番地が続く形となる。「宮浦」等の集落名や小字は行政上の住所表記としては表記せず、町民も単に番地のみを呼ぶ慣わしがあるため集落名としてもあまり使われない。郵便番号も町内全域が761-3110となっている。

### 人口
人口は1970年以降減少している。

1970年から2020年までに2904人減っている。
| |                                        |  |
| 直島町と全国の年齢別人口分布（2005年） | 直島町の年齢・男女別人口分布（2005年） |  |
| ■紫色 ― 直島町 ■緑色 ― 日本全国 | ■青色 ― 男性 ■赤色 ― 女性              |  |
| 直島町（に相当する地域）の人口の推移 \| 1970年（昭和45年） \| 6,007人 \| \| \| 1975年（昭和50年） \| 5,643人 \| \| \| 1980年（昭和55年） \| 5,302人 \| \| \| 1985年（昭和60年） \| 5,034人 \| \| \| 1990年（平成2年） \| 4,671人 \| \| \| 1995年（平成7年） \| 4,162人 \| \| \| 2000年（平成12年） \| 3,705人 \| \| \| 2005年（平成17年） \| 3,538人 \| \| \| 2010年（平成22年） \| 3,325人 \| \| \| 2015年（平成27年） \| 3,139人 \| \| \| 2020年（令和2年） \| 3,103人 \| \| |                                        |  |
| 総務省統計局 国勢調査より |                                        |  |
| 1970年（昭和45年） | 6,007人                                |  |
| 1975年（昭和50年） | 5,643人                                |  |
| 1980年（昭和55年） | 5,302人                                |  |
| 1985年（昭和60年） | 5,034人                                |  |
| 1990年（平成2年） | 4,671人                                |  |
| 1995年（平成7年） | 4,162人                                |  |
| 2000年（平成12年） | 3,705人                                |  |
| 2005年（平成17年） | 3,538人                                |  |
| 2010年（平成22年） | 3,325人                                |  |
| 2015年（平成27年） | 3,139人                                |  |
| 2020年（令和2年） | 3,103人                                |  |

- 直島町常住者の通勤通学先：1,639人（構成比）[1]不詳87人を除く
  1. 香川県直島町：1,525人（93.0%）
  2. 香川県高松市：43人（2.6%）
  3. 岡山県玉野市：37人（2.3%）
  4. 岡山県岡山市：19人（1.2%）

- 直島町内事業所・学校の通勤通学元：2,108人[1]（構成比）
  1. 香川県直島町：1,525人（72.3%）
  2. 岡山県玉野市：344人（16.3%）
  3. 岡山県岡山市：117人（5.6%）
  4. 岡山県倉敷市：47人（2.2%）
  5. 香川県高松市：41人（1.9%）

### 広袤（こうぼう）
| 国土地理院地理情報 によると直島町の東西南北それぞれの端は以下の位置で、東西の長さは6.79 km、南北の長さは4.25kmである。 |
| 節内の全座標を示した地図 - OSM                                                                                         |
| 節内の全座標を出力 - KML                                                                                               |
| 表示 |

|                                                                          | 北端 北緯34度30分52秒 東経133度58分37秒 / 北緯34.51444度 東経133.97694度 ↑       |                                                                          |
| 西端 北緯34度28分27秒 東経133度57分2秒 / 北緯34.47417度 東経133.95056度← | 中心点 北緯34度28分30.5秒 東経133度59分14.5秒 / 北緯34.475139度 東経133.987361度 | 東端 →北緯34度30分16秒 東経134度1分27秒 / 北緯34.50444度 東経134.02417度 |
|                                                                          | ↓ 南端 北緯34度26分9秒 東経134度0分25秒 / 北緯34.43583度 東経134.00694度         |                                                                          |

## 歴史

### 古代・中世

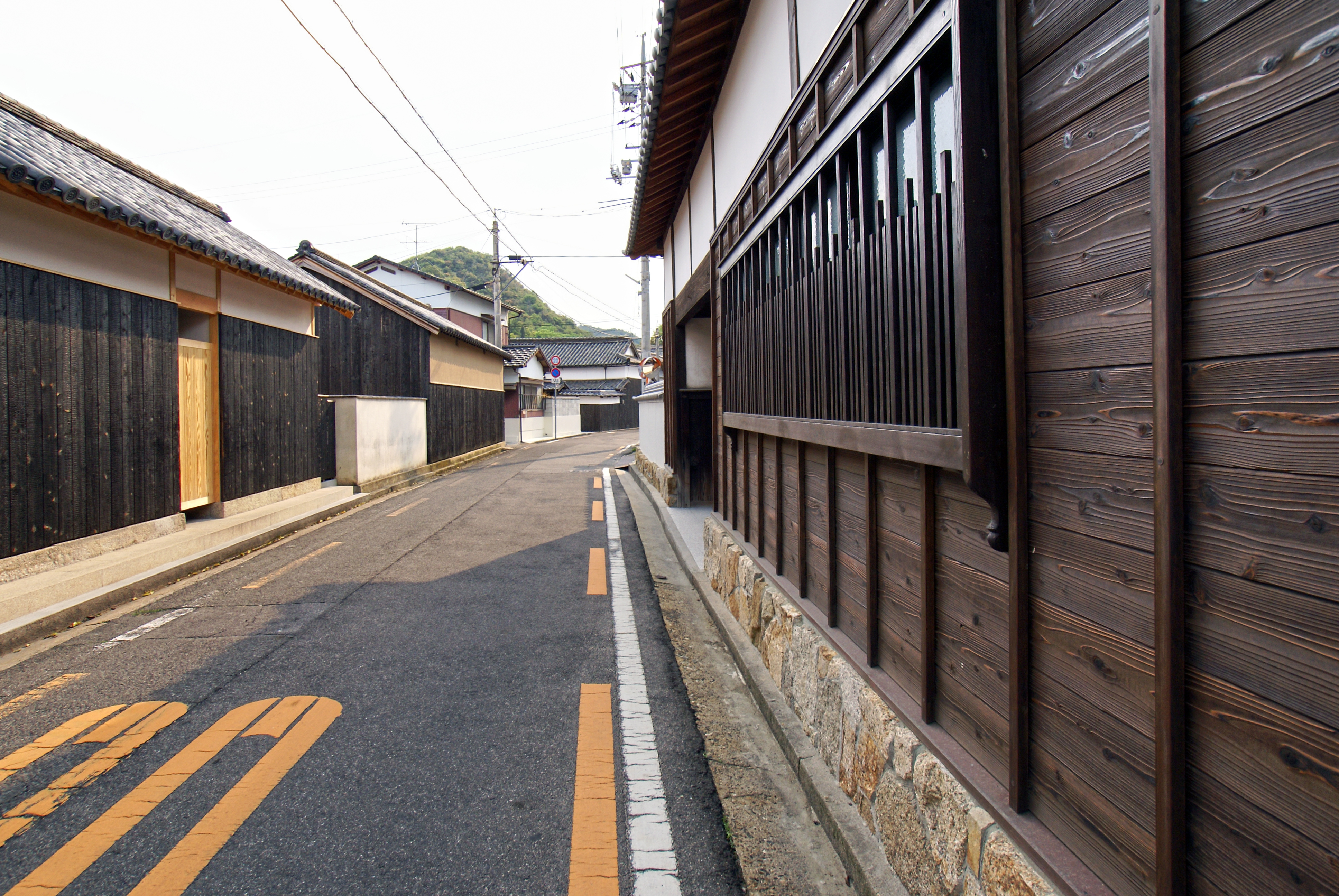
本村の家々の風景。焼杉板の黒い外壁が特徴的な街並み

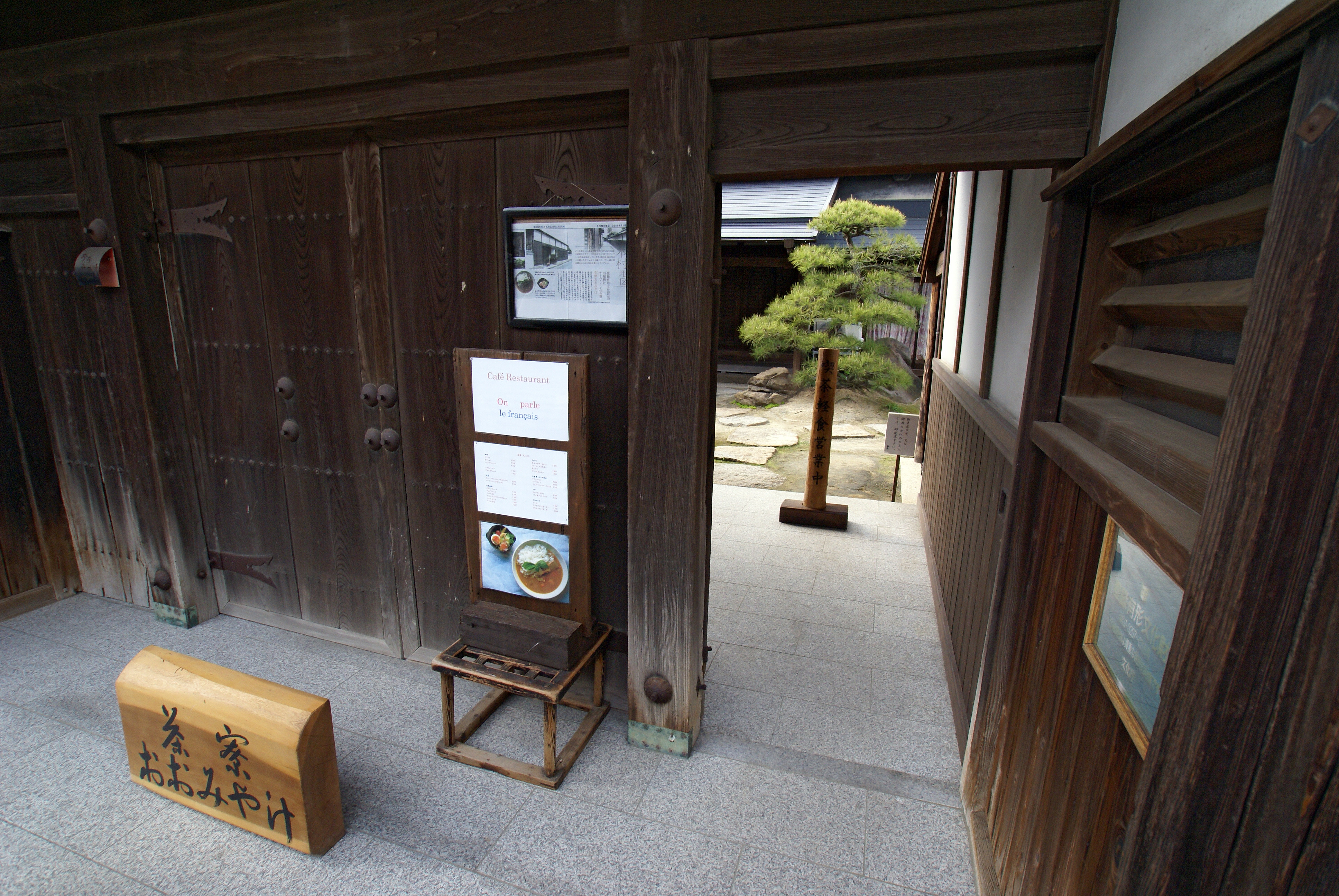
本村の古い民家

史料上での初出は平安時代末期の歌謡集『梁塵秘抄 巻第二』で、「讃岐の松山に 松の一本歪みたる 捩（）りやすさの捩（）りやすさに猜（）うだる かとや 直島の 然許（）んの松をだにも直さざるらん」とある。この頃、直島は備前国に属していたと見られている一方で、同じく平安時代末期を描いた『保元物語』では保元の乱で敗れて讃岐国へ流された崇徳上皇が一旦直島の御所に移された場面で「当国（讃岐国）直島」と記しているなどはっきりしない。
『日本書紀』の記述を基に品陀和気命大王が吉備国に向かう際に直島に立ち寄り、その上陸地が「宮ノ浦」だとする説がある。宮浦港すぐ傍の住吉神社境内には、応神天皇が上陸した際に腰掛けて休息されたと伝えられる応神天皇御腰懸岩が現存している。
崇徳上皇が讃岐国へ流される際、一旦四国上陸を拒否されたため、3年間を直島の泊ヶ浦（積浦）で過ごしたとされる。京から追ってきた姫と上皇との伝説が残る姫泊山・琴弾地浜、同じく上皇を訪ねて来た大・中・少納言が船を着けた土地が納言様、上皇が能の舞台を人々に鑑賞させた場所が能見の浜で舞台になった沖合いの島が演題「葛の舞」に因んで葛島、など多数の地名が上皇ゆかりとされ、直島という島名自体も島民の純朴さ、素直さを賞賛して上皇が命名したという言い伝えがある。
古来より農業には向かない地形で、喜兵衛島に痕跡を留めるような製塩業に始まり、瀬戸内の交通の要衝として漁業や交易、海賊（実際には、海難事故の多い難航路を抑えての水先案内が主であったと言われる）で生計を立てていた。
戦国時代末期に小規模な水軍の将、高原次利が直島の八幡山に直島城を築き、その城下町として本村の町並みや寺院群、神社などを整備した。ほかにも丸山城、八日山城、風戸城などの出城を島内各地に作っている。キリシタン大名でもあった高原次利は、戦国末期に豊臣秀吉に仕え備中高松城水攻めの際に秀吉軍の水先案内をした功績により1582年に男木島、女木島、直島の3島600石の領主となった。その後は秀吉の四国、九州、朝鮮への出兵でも海上輸送で功績が認められ、関ヶ原の戦いのときは東軍に味方し徳川初期の1619年に没するまで所領を守り抜いた。子孫は6代目の時に改易され、1671年に天領となる。直島城は改易後も残っていたが1781年の大火の際に焼失したと推測されている。

### 近世（江戸時代）
江戸時代は男木島、女木島と合わせて「直島3島」と総称され、直島諸島の全域は本土における村（藩政村あるいは自然村）に相当する包括的単位としての「直島」、郡に相当する広域単位としての「小豆島」に属する。当初は旗本・高原氏の領地であったが、寛文12年（1672年頃）から幕府領となり幕末を迎える。幕府領時代は、寛文12年（1672年頃）から倉敷代官所支配、宝永5年（1708年頃）から高松藩預地、元文4年（1739年頃）から再び倉敷代官所支配であった。
海運の大動脈であった瀬戸内の地の利を生かし、廻船業（北前船）などで活躍する家もあった。天領であったため歌舞伎や人形浄瑠璃などの公演が特別に許可され、琴弾地浜や城山での公演では島内外からの一座や観客で大変にぎわった。とくに人形浄瑠璃の人気が高く淡路島から島内に伝わった。

### 近代（戦前）
明治維新によって幕藩体制が終焉すると、直島の所属は明治元年（1868年）に高知藩取締、廃藩置県を経て同年中に倉敷県となった後は、明治4年（1871年）に丸亀県、同年に香川県（初代）、1873年（明治6年）に名東県、1875年（明治8年）に香川県（2代目）、1876年（明治9年）に愛媛県と短期間で目まぐるしく変化したが、1888年（明治21年）に香川県（3代目）となり21世紀へ至る。
この間、明治5年（1872年）に直島は、郡に相当する広域単位「小豆島」から分離されて香川郡へ編入されている。そして本土においての藩政村に相当する、直島を中心とした島嶼群（直島諸島）「直島」は、1890年（明治23年）2月15日に一村単独で町村制を施行し、香川郡直島村となる。

#### 銅製錬所の受け入れ
直島村では前近代的な産業基盤のまま明治中期から人口が増加した。次第に経済が停滞し、都市へ向けて人口が流出し始めるが、そのような直島にも近代化の波が押し寄せる。1916年（大正5年）、農漁業の不振で財政難に陥った村は三菱合資会社の打診した銅製錬所を受け入れる決断を行う。銅の製錬の際に出る亜硫酸ガスは、足尾銅山や別子銅山など各地で、山の木々をすべて枯らし下流で水害を起こすなどの煙害を引き起こし、瀬戸内海の犬島、四阪島、契島などの離島に各社の精錬所が移されつつあった。三菱も煙害の心配の少ない離島を探したが、農業や石材業などを抱える豊島は断り、農漁業が零細な直島は三菱の打診に最後の望みを託した。翌1917年（大正6年）、島の北端で三菱合資会社の中央製錬所が操業を開始すると、直島は三菱金属鉱業の企業城下町として急速に発展し、働き口が確保されたことによる人口流出の歯止めや豊富な税収によって、瀬戸内の離島のみならず、香川県内でも有数の裕福な自治体となっている。一方で、島の北半分および周囲の島々の木々がほとんど枯れるという煙害に悩んだ。

### 現代（戦後）

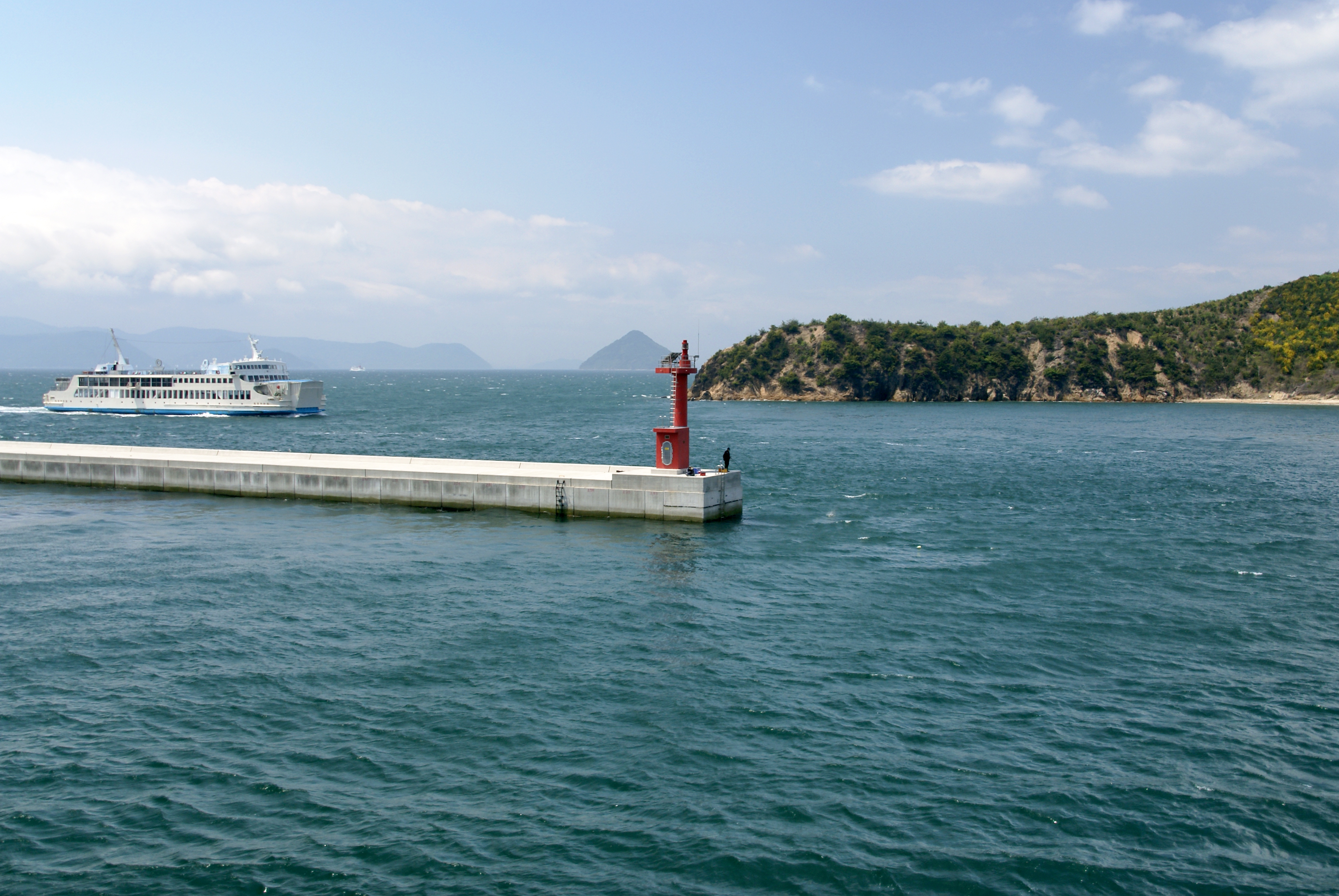
宮浦港

1954年（昭和29年）に直島村は単独で町制を施行し直島町となる。直島村・町の区域は明治時代から一貫して島嶼部のみであり、他の自治体とは一切合併せずに21世紀を迎えている。ただし後述の架橋構想の中で岡山県玉野市との合併構想が持ち上がったことがあった。

#### 循環型社会への転換
三菱金属鉱業は1967年に新製錬所の建設の方針を打ち出し、小名浜と直島を候補地とした。条件的に不利であった直島から製錬事業を流出させないため、直島町、香川県、直島製錬所労働組合などが本社に陳情を行った結果、直島製錬所を近代化することが決定、1969年に新製錬所が稼動した。しかし、この頃を境に金属製錬事業の高度化と平行して合理化が進み、以来従業員数や島の人口は減少し続けている。また銅の国際価格の低迷から製錬事業そのものが低迷し、直島製錬所はリサイクル事業など、金属製錬以外の新規事業開拓を迫られていた。
1990年代に隣の豊島にて発生した産業廃棄物の不法投棄が問題となり、1998年から三菱マテリアル直島製錬所敷地内に、豊島廃棄物中間処理施設から産出される飛灰を処理し金属などの資源として再生する産廃処理施設を総合的に整備する「直島エコタウン事業」構想（エコアイランドなおしまプラン）が始まった。2003年香川県直島環境センター（豊島産業廃棄物等中間処理施設）、2004年有価金属リサイクル施設／溶融飛灰再資源化施設が相次いで稼動。環境センターでは豊島から海上輸送された産業廃棄物と直島町内から出る生活ゴミを溶融炉で溶融し、コンクリートの骨材などに使用されるスラグと溶融飛灰を生成。溶融飛灰は近接する有価金属リサイクル施設／溶融飛灰再資源化施設に搬入され、自動車やパソコンのシュレッダーダスト等と共に金、銀などの重金属を抽出して再資源化に供する。

#### 二度にわたる架橋の見送り
直島は玉野市に極めて近く、これまで二度架橋の構想があった。
一度目は本州四国連絡橋で、本州側の宇野から直島・男木島などを経由し高松に至る「Bルート」であった。直島には国鉄が駅を設置し、自動車道の出入口も設置される構想があったという。当時の国鉄が本案を推していたが、直島 - 男木島間が長大になるため技術的に困難で、早いうちにルート案から外され「Dルート（児島・坂出ルート）」が実現した。
二度目は本四架橋ルートから外されたことにより、町独自で宇野との架橋を目指したもので、1987年に町が調査を行っている。その結果、約650億円（当時）の費用が必要と判明、町単独の事業では到底不可能と判断され架橋は見送られた。
架橋の見送りにより「アートの島」としての再生が行われるまで直島の町勢は長らく停滞、人口も減少することとなった。

#### 観光リゾート地への変貌

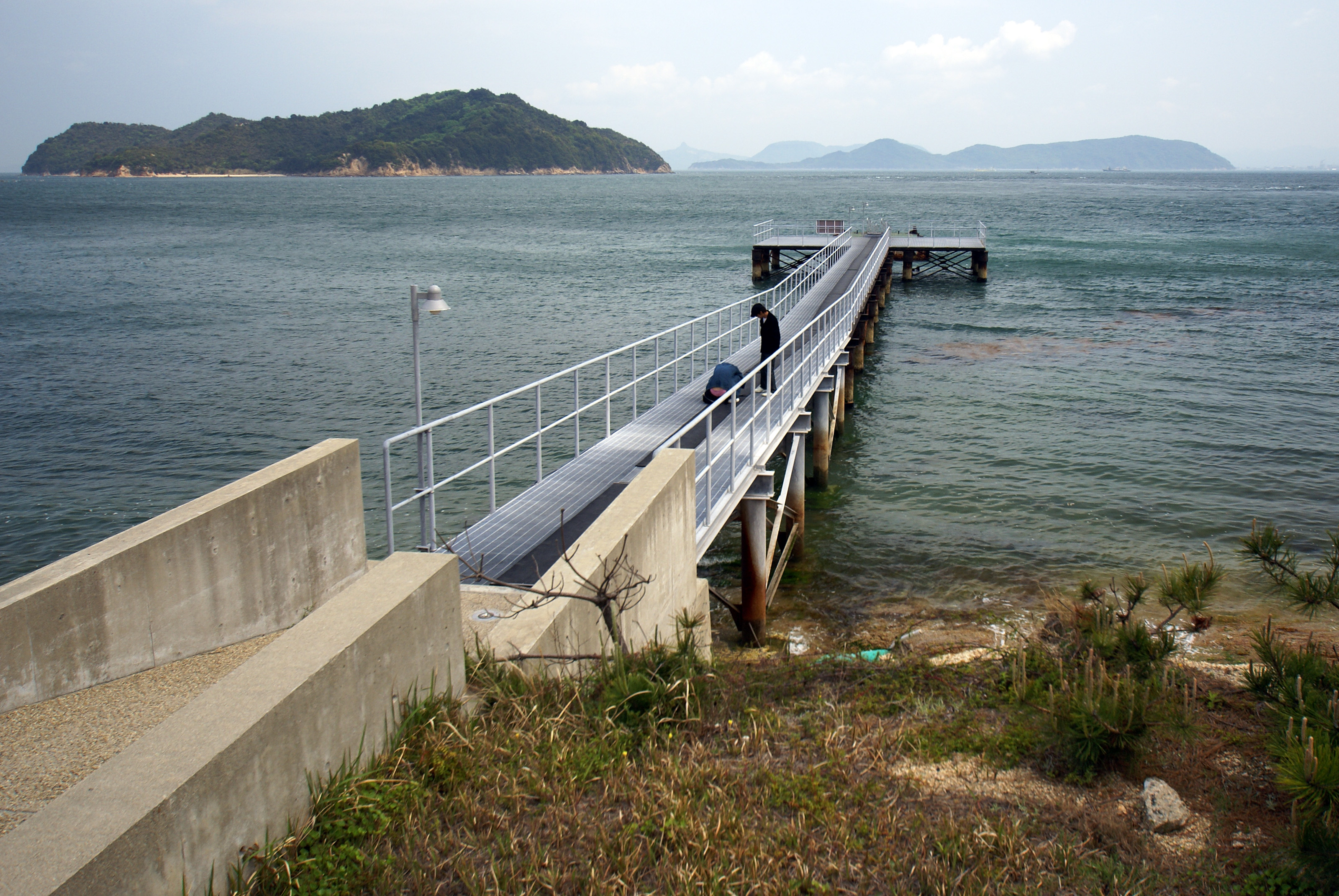
瀬戸内の風景（ベネッセハウスの桟橋）

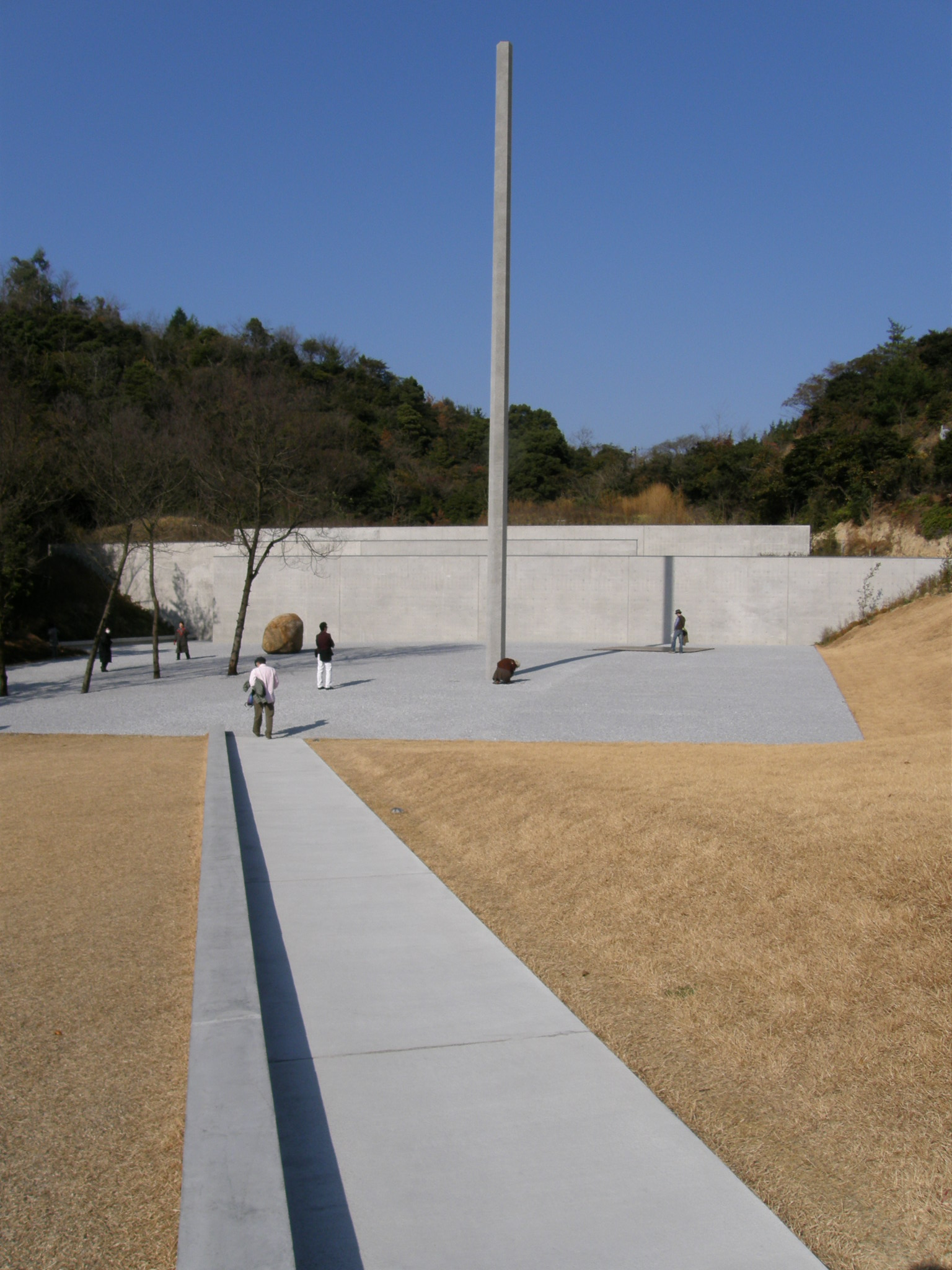
2010年開館の李禹煥美術館

島の南端の風光明媚な地区を秩序だった観光地にしようと藤田観光を誘致し、キャンプ場が1960年代後半の観光ブームの時期にオープンしたが、国立公園内という制約もあり大規模な開発はできず、石油ショック後は業績が低迷し撤退した。
その後に島を文化的な場所にしたいという意向で町長・三宅親連と福武書店の創業者・福武哲彦との間で意見が一致し、急逝した福武哲彦の跡を継いだ福武總一郎が1987年に一帯の土地を購入し、1989年に研修所・キャンプ場を安藤忠雄のマスタープランでオープン。福武總一郎は「直島南部を人と文化を育てるエリアとして創生」するための「直島文化村構想」を発表し、1992年にホテル・美術館の「ベネッセハウス」建設などへと拡大する。
当初美術館は浮き気味で町民の関心も薄かったが、島全体を使った現代美術展（スタンダード展）、本村の無人の古民家を買い上げて保存・再生し現代美術のインスタレーションの恒久展示場とする家プロジェクト（正確には古民家の再生は2件、ほか1件は新築で残る1件は老朽化した神社の再生）などを重ねることで、徐々に活動が町内の理解を得られるようになり、直島でしか見られないプロジェクトや建築は国内外からの注目も集めるようになった。アーティストの宮島達男は家プロジェクト第1弾の「角屋（かどや）」を創るに当たって町民125人を公募し、作品を構成する125個のデジタル・カウンタの明滅速度を一人一人にセッティングしてもらい、地域住民参加という手法を取ることで、現代アートという異質なものが保守的な土地に入って来ることに対する町民の反感、抵抗を払拭した。
2005年には地中美術館、2010年には李禹煥美術館が開館し、本村の中もカフェや民宿等ができるなど徐々に変化しつつある。アートの島というイメージの良さ、ゲストハウス経営や新たに開業する高級ホテルへの就職という起業・就職機会の増加から移住者も増え、香川県によると2015年度に36人だった直島町への移住者は2022年度には104人に増えたという。この影響で、島では古民家など空き家の不足やバブル期の地価に迫るまでの地価高騰が起こっている。

### 年表
- 1890年（明治23年）2月15日 - 町村制施行に伴い、香川郡直島村として成立。
- 1954年（昭和29年）4月1日 - 町制施行し、直島町となる。同時に町章を制定する。[9]
- 1989年（平成元年）11月3日 - 町制35周年記念として町章を制定する[10]。

## 行政
- 町長：小林眞一

| 代目 | 氏名       | 就任                   | 退任                   | 在任期間   | 備考                                  |
| ---- | ---------- | ---------------------- | ---------------------- | ---------- | ------------------------------------- |
| 初代 | 三宅輴吾   | 1890年（明治23年）7月  | 1902年（明治35年）3月  | 11年8か月  |                                       |
| 2代  | 織田磯太郎 | 1902年（明治35年）4月  | 1904年（明治37年）2月  | 1年10か月  |                                       |
| 3代  | 三宅安太郎 | 1904年（明治37年）3月  | 1909年（明治42年）6月  | 5年3か月   |                                       |
| 4代  | 多田政次郎 | 1909年（明治42年）7月  | 1913年（大正2年）6月   | 3年11か月  |                                       |
| 5代  | 松島九三郎 | 1913年（大正2年）7月   | 1923年（大正12年）10月 | 9年3か月   |                                       |
| 6代  | 恵美善孝   | 1923年（大正12年）11月 | 1927年（昭和2年）11月  | 4年        |                                       |
| 7代  | 植田俊三   | 1927年（昭和2年）12月  | 1931年（昭和6年）11月  | 3年11か月  |                                       |
| 8代  | 三宅検三郎 | 1931年（昭和6年）12月  | 1937年（昭和12年）3月  | 5年3か月   |                                       |
| 9代  | 織田一     | 1937年（昭和12年）4月  | 1939年（昭和14年）11月 | 1年7か月   |                                       |
| 10代 | 松島九三郎 | 1939年（昭和14年）12月 | 1943年（昭和18年）11月 | 3年11か月  |                                       |
| 11代 | 下津正太郎 | 1943年（昭和18年）12月 | 1947年（昭和22年）3月  | 3年3か月   |                                       |
| 12代 | 西村満国   | 1947年（昭和22年）4月  | 1951年（昭和26年）3月  | 3年11か月  | 以下は現行地方自治法 による           |
| 13代 | 宮本道衛   | 1951年（昭和26年）4月  | 1959年（昭和34年）3月  | 7年11か月  | 在任中に町制施行した ため村長及び町長 |
| 14代 | 三宅親連   | 1959年（昭和34年）5月  | 1995年（平成7年）4月   | 35年11か月 | 9期                                   |
| 15代 | 松島俊雄   | 1995年（平成7年）5月   | 1999年（平成11年）4月  | 3年11か月  | 1期                                   |
| 16代 | 浜田孝夫   | 1999年（平成11年）4月  | 2014年（平成26年）4月  | 15年       | 4期                                   |
| 17代 | 浜中満     | 2014年（平成26年）5月  | 2018年（平成30年）5月  | 4年        | 1期                                   |
| 18代 | 小林眞一   | 2018年（平成30年）5月  |                        |            | 現職                                  |

### 町長選挙

#### 2003年
2003年（平成19年）4月（無投票）
| 当落 | 得票数 | 得票率 | 候補者   | 党派（推薦） | 町長歴 |
| ---- | ------ | ------ | -------- | ------------ | ------ |
| ○    | -      | -      | 浜田孝夫 | 無所属       | 現職   |

#### 2007年
2007年（平成19年）4月（無投票）
| 当落 | 得票数 | 得票率 | 候補者   | 党派（推薦） | 町長歴 |
| ---- | ------ | ------ | -------- | ------------ | ------ |
| ○    | -      | -      | 浜田孝夫 | 無所属       | 現職   |

#### 2011年
2011年（平成23年）4月19日（投票率 : 87.52％）
| 当落 | 得票数    | 得票率  | 候補者            | 党派（推薦） | 町長歴    |
| ---- | --------- | ------- | ----------------- | ------------ | --------- |
| ○    | 1,624 688 | 68% 29% | 浜田孝夫 松島俊雄 | 無所属       | 現職 元職 |

#### 2014年
2014年（平成26年）5月18日（無投票）
| 当落 | 得票数 | 得票率 | 候補者 | 党派（推薦） | 町長歴 |
| ---- | ------ | ------ | ------ | ------------ | ------ |
| ○    | -      | -      | 浜中満 | 無所属       | 新人   |

#### 2018年
2018年（平成30年）5月13日（投票率 : 78.75％）
| 当落 | 得票数    | 得票率  | 候補者          | 党派（推薦） | 町長歴    |
| ---- | --------- | ------- | --------------- | ------------ | --------- |
| ○    | 1,061 990 | 40% 37% | 小林眞一 浜中満 | 無所属       | 新人 現職 |

### 町章

#### 初代

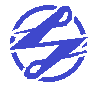
初代の町章

- 「な」を図案化したものを町制施行と同日の1954年4月1日に制定される。[9]

#### 2代目
- ヤマツツジを表したものを町制施行35周年記念として公募し[10]、1989年11月3日の「直島町町制35周年記念式典」で披露される。[9]

## 議会

### 町議会
- 定数：9人
- 任期：2019年5月1日 - 2023年4月30日
- 議長：井下良雄
- 副議長：濵口敏夫

### 衆議院
- 選挙区：香川1区（高松市の一部、小豆郡、香川郡）
- 任期：2021年10月31日 - 2025年10月30日
- 当日有権者数：313,296人
- 投票率：57.52％

| 当落 | 候補者名 | 年齢 | 所属党派     | 新旧別 | 得票数   | 重複 |
| ---- | -------- | ---- | ------------ | ------ | -------- | ---- |
| 当   | 小川淳也 | 50   | 立憲民主党   | 前     | 90,267票 | ○    |
| 比当 | 平井卓也 | 63   | 自由民主党   | 前     | 70,827票 | ○    |
|      | 町川順子 | 62   | 日本維新の会 | 新     | 15,888票 | ○    |

## 産業
- 工業
  - 中核として三菱マテリアルの直島製錬所があり、大正時代より銅の製錬を行ってきた。関連企業を含め、金などの製錬業が盛んで、特に金（地金）は日本一の生産を誇る。
- 農業・漁業
  - 島の周辺海域にてハマチ、海苔などの養殖業が盛ん。県内生産高の高い割合を占める。
- 特産品
  - ハマチ
  - タイ
  - カンパチ
  - 塩…製塩業が古くから盛んで、瀬戸内海の海水を太陽の熱のみで塩にした「SOLASHIO」というブランド塩が作られている。[12]「SOLASHIO」は「直島 塩クッキー」など観光土産菓子などに多く使用されている。[13]
  - 海苔…養殖魚は専ら市場に出荷されるもので地元に流通することはなく、島内で地魚料理が常時食べられる食事処は日中は見当たらない（但し、夜はニューおりんぴあが営業しており、宿泊者なら民宿によって夕食に地魚が食べられる）。2006年（平成18年）5月から、直島釣り公園で土日・祝日に期間限定（9月末まで）で鯛のさしみ定食を出すようになった。味付け海苔は特産品として販売されている。
- 観光
  - 釣り…島の南端に直島つり公園がある。水・金・土は夜釣りも可能。休園日は火曜日及び12/15～翌年1/14。海に突き出た固定桟橋や浮き桟橋、釣りいかだからメバル、カサゴ、チヌ、鯛、スズキ、ボラ、アイナメ、タナゴなどが釣れる。新春メバル釣り大会は1月から2月、ファミリーチャレンジ釣り大会は8月、チヌ釣り大会は10月に開催されている。5～9月までの土日祝には鯛のお刺身定食1,000円が出されている。鯛の釣堀を1,200円/kgで5月から10月まで実施しているので釣りビギナーにも向いている。
  - シーカヤッキング…海用のカヌー（カヤック）で島々をツーリングする。瀬戸内では直島諸島などの人気が高い。
  - ベネッセアートサイト直島…建築やアート鑑賞など。安藤忠雄によるホテル・ベネッセハウスへの宿泊、島内の集落でのアート作品鑑賞などのコースが、国内の旅行雑誌よりむしろ欧米などの高級リゾートホテル誌に取り上げられることが多く、徐々に外国人観光客が増えている。
  - 地中美術館…安藤忠雄設計の美術館。
  - 李禹煥美術館…安藤忠雄設計の美術館。
  - 宿泊施設 高級リゾートホテルであるベネッセハウスがある。公営（2006年（平成18年）4月から公設民営）のふるさと海の家「つつじ荘」のほか、民宿などの宿泊施設が複数あり、釣りやベネッセハウスへの案内を行っている。
- 金融機関
  - 百十四銀行直島支店が町内唯一の銀行である。ATMは時間外には稼働しない。
  - 郵便局は2か所。
  - 2013年3月1日に町内初のコンビニATMとして、同日に開業したセブン-イレブンなおしま店内にセブン銀行ATMが設置され、18時以降も現金の出し入れが可能になった。なお、同店の営業時間は7時から22時までなので注意を要する。

## 姉妹都市・提携都市

### 海外
- ティミンズ市（カナダ オンタリオ州）

1981年（昭和56年）8月28日姉妹都市提携 直島町には、国内外に次のような姉妹都市や友好都市がある。
- 大韓民国 己末ライオンズクラブ（1989年7月1日提携）
- マレーシア ペナン州 ジョージタウン・ライオンズクラブ（1991年11月3日提携）
- タイ王国 プーケット市 プーケット・アンダマン・シーライオンズクラブ（1998年11月1日提携）  直島町は、瀬戸・高松広域連携中枢都市圏に含まれています　

## 教育
- 直島幼児学園として、保育所と幼稚園を一体化するなど独自の取り組みを行う。

### 学校

#### 保育所
- 直島町立直島保育所（直島幼児学園）

#### 幼稚園
- 直島町立直島幼稚園（直島幼児学園）

#### 小学校
- 直島町立直島小学校

#### 中学校
- 直島町立直島中学校

#### 高等学校
- 町内にはない。かつて香川県立高松高等学校直島分校が存在した。
- このため距離の近い玉野市内にある玉野高校などに越県入学している高校生も多い。2017年4月8日に濃霧のためフェリーが欠航し、直島在住の同校野球部員が試合に参加できず放棄試合となったこともあった。

#### 大学・短期大学
- 町内にはない。

## 地域

### 医療機関
- 直島町立ふれあい診療所
- 安田歯科医院

### 消防
常備消防未設置町村の一つであり、常備消防は設置されていない。

## 交通

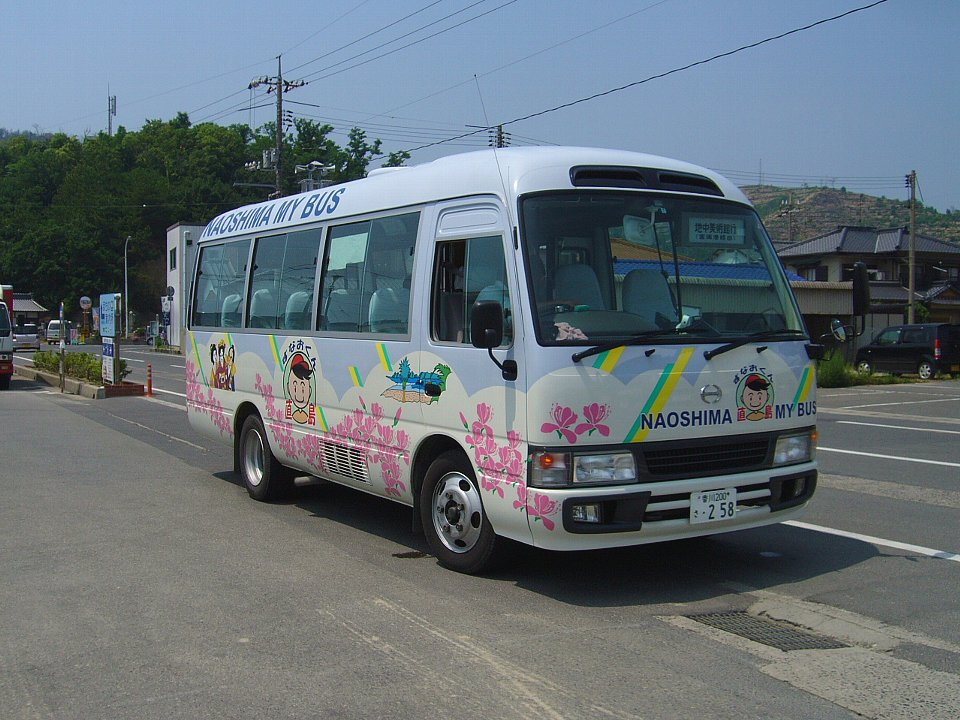
直島町営バス「すなおくん」の車両
日野・リエッセII

### 鉄道路線
- 町内にはない。

### 海上航路
四国汽船
- フェリー 宮浦港 - 高松港
  - 1日5往復。運賃は、人は片道520円。車は片道3m〜4m未満で4,400円。
- 高速船 宮浦港 - 高松港
  - 1日5往復。運賃は、片道1220円。
- フェリー 宮浦港 - 宇野港（岡山県玉野市）
  - 1日13往復。運賃は、人は片道300円。車は片道3m〜4m未満で1,960円。
- 旅客船 宮浦港 - 宇野港
  - 1日7往復（1往復は深夜便）。運賃は、片道300円（深夜便は590円）。
- フェリー 風戸（せと）港 - 宇野港
  - 1日8往復（1往復は危険物車両優先便）。日曜日・祝日は運休。人だけでの利用はできない。運賃は、同乗者は片道220円。車は片道3m〜4m未満で1,690円。宇野港の切符売り場が宮浦行の切符売り場と異なる。
- 旅客船 本村港 - 宇野港
  - 1日5往復。運賃は、片道300円。
- 高速船 宮浦港 - 豊島（家浦）- 犬島
  - 1日3往復（1往復は豊島に寄港しない）、月・火曜は運休（ただし12月1日～2月末日の水・木曜は直島 - 豊島のみ2往復運航）。
  - 第1回瀬戸内国際芸術祭開催に合わせ、臨時航路として2010年7月19日より運航。芸術祭終了翌日の同年11月1日より直島 - 犬島の直行便として運航を継続。同12日より豊島経由に再変更し定期航路化した[14]。

### バス
直島町営バス
- 直島町が運行するコミュニティバス。愛称「すなおくん」[15][16]。

直島内で乗合バスを運行していた直島バスが2002年（平成14年）6月30日をもってバス事業を廃止したことに伴い、翌7月1日よりその廃止代替バスとして運行を引き継いだものである。
三菱マテリアル - 生協前 - 宮浦港 - 農協前 - 本村港 - 積浦 - つつじ荘を結んで1日20便程度運行。町営バスはベネッセハウス、李禹煥美術館、地中美術館には行かないため、つつじ荘から美術館エリアへは徒歩あるいは、ベネッセアートサイト直島が運行する無料シャトルバスを利用する。
運賃は大人100円、こども（5歳以上小学生まで）50円。
車種は日野・リエッセ、日野・リエッセII、日野・ポンチョなどで、車体に女文楽、島ツツジ（ヤマツツジ）、直島の観光キャラクター「すなおくん」などのイラストが描かれている。直島バスから移籍した日野・レインボーRJも予備車として使われる。
通勤・通学・通院だけでなく、観光客の利用もあり、2008年度で600人程度/日の利用者だという。

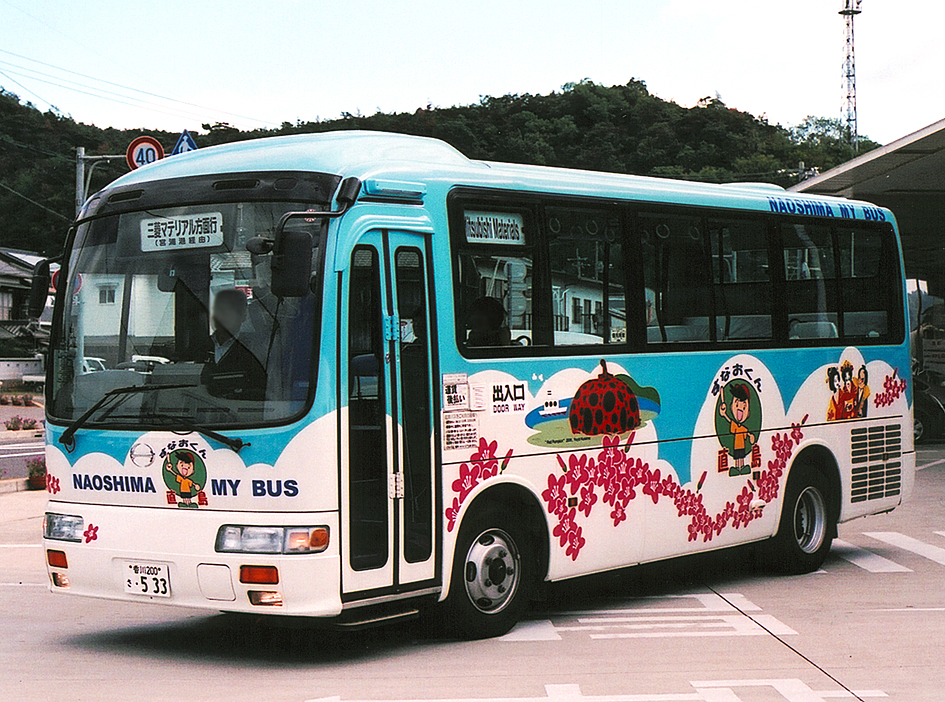
直島町営バス 三菱マテリアル方面行 日野・リエッセ
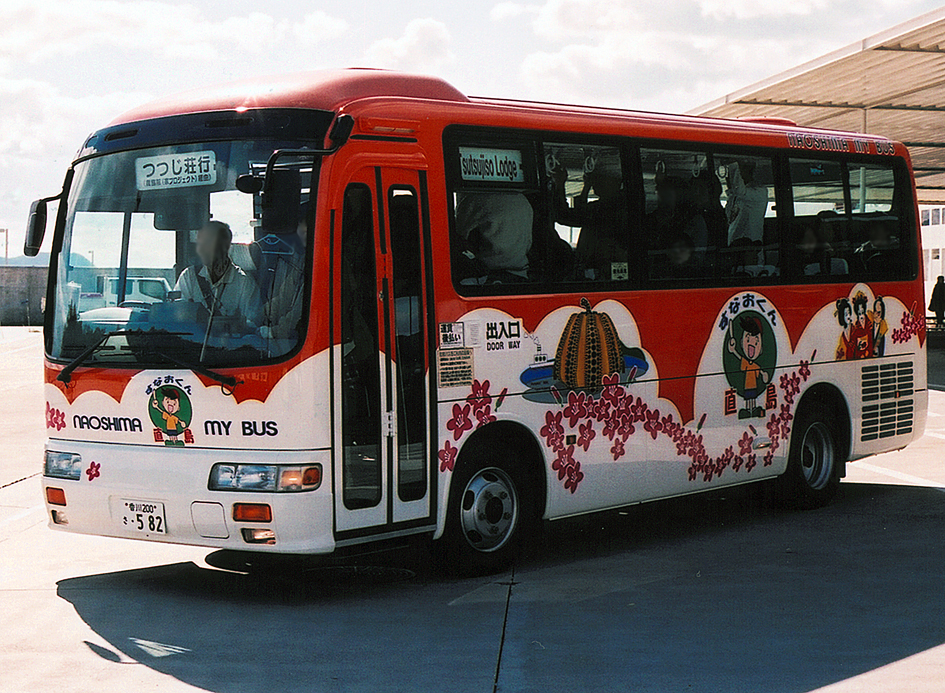
直島町営バス つつじ荘行 日野・リエッセ
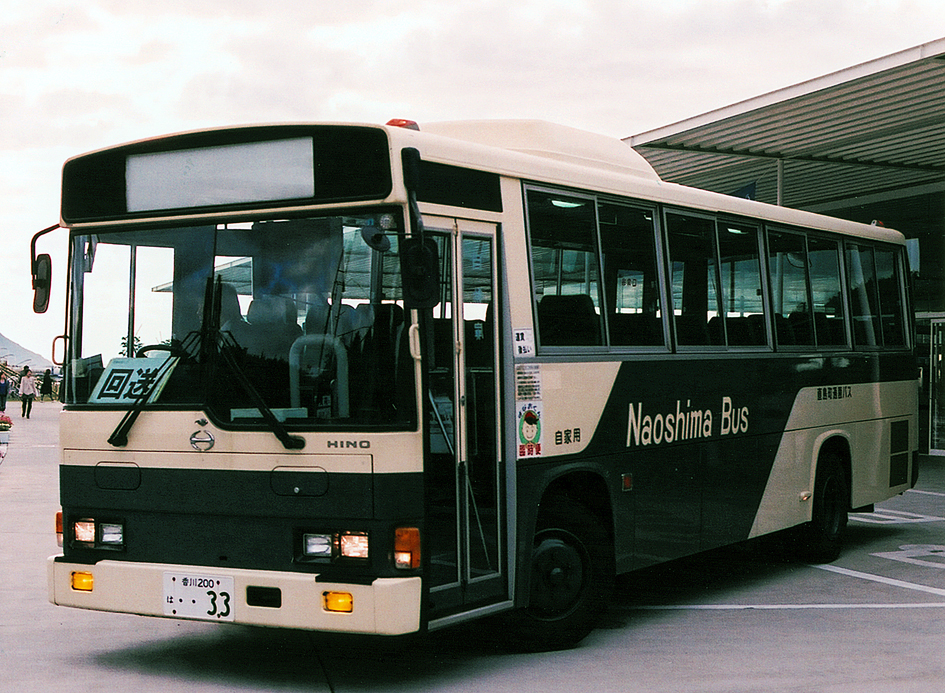
直島町営バス 日野・レインボーRJ 予備車（直島バスからの移籍車）

町民専用バス
- 側面に「町民専用バス」と書かれたワンボックスカーにより運行。1日7便が運行されており運賃は100円。町民専用であり、観光客等は利用できない。

ベネッセハウス場内無料シャトルバス
- 直島町営バスの終点つつじ荘と地中美術館間を往復する。車体に青色のラインを描いたマイクロバスを使用[16]。

運賃無料。ベネッセハウスミュージアム前、李禹煥美術館前に停車あり。閑散日と繁忙日で運行間隔が異なる。
来館者の多い繁忙期の土休日にベネッセハウス、地中美術館、つつじ荘の間を運行していたベネッセアートサイト直島のシャトルバスが、2006年（平成18年）5月20日のベネッセハウス新館オープンに伴い毎日運行になった。
ベネッセハウス宿泊者用シャトルバス
- ベネッセハウス宿泊者のみ乗車できる。運賃無料。宮之浦港から地中美術館館を往復し、フェリーのダイヤに合わせて運行する。白色の車体のマイクロバスを使用。

農協前、つつじ荘、ベネッセハウスパーク、ベネッセハウスミュージアム、李禹煥美術館前、地中美術館に停車。
芸術祭臨時バス
- 大川自動車が運行。車種は日野・レインボーHR。

瀬戸内国際芸術祭開催期間のみ運行、月曜日（月曜日が祝日の場合は翌日の火曜日）運休。
瀬戸内国際芸術祭2019期間中は、宮浦港から地中美術館・つつじ荘・本村を経由して島を反時計回りに循環する。
運賃は町営バスと同じく、1乗車につき大人（中学生以上）100円、5歳～小学生および障害者手帳所持者（同伴者含む）は50円。1日12便運行。

### 道路
- 高速道路
  - 町内を走る高速道路：なし
- 一般国道
  - 町内を走る一般国道：なし
- 県道
  - 主要地方道
    - なし

  - 一般県道
    - 香川県道256号北風戸積浦線

## メディア

### 放送
ケーブルテレビ
- なし

地上波テレビ放送
本来は高松市前田山にある高松局を受信するが、地形的な問題やそもそも直島町は地理的に香川県本土よりも岡山県の方が近いため、玉野市金甲山にある岡山局を視聴している世帯が多い。直線距離は高松局までが約20kmなのに対し岡山局までは約11kmとおよそ半分の距離である。しかしそうすると民放は香川・岡山とも同じ放送なので問題は無いが、県域放送であるNHKテレビは両県別で、岡山局を受信すると県域ニュース等エリア番組が香川県及び四国地方のものでなく、岡山県及び中国地方のものとなってしまう。そのためNHK高松用の中継局として直島東部では「直島中継局」、直島西部や向島では「直島向島中継局」が設置されており、アナログ放送ではそれらを岡山局と併せて受信していた。また、直島向島中継局からは教育テレビが電波を出していないが、教育テレビは全国放送のため岡山・香川どちらを受信しても同じであった。
しかし、岡山局のみにしかアンテナを向けていない世帯も数多くあり、それらの世帯ではNHK高松局が視聴できなかった。ただし、それらの世帯でも前述のNHK高松用の中継局が近くにある場合は不鮮明ながらもNHK高松が視聴できる場合があった。
デジタル放送においてはそれら各地のNHK高松用の中継局が岡山局のある金甲山に集約されたため（北讃岐中継局）、岡山局にアンテナを向けるだけで必要な全チャンネルが視聴できる。
| 局名                 | 局名                 | NHK高松 | NHK高松 | NHK岡山 | NHK岡山 | RNC  | KSB  | RSK  | OHK  | TSC  | 出力            | 偏波面 | 送信 場所 |
| 局名                 | 局名                 | 総合    | 教育    | 総合    | 教育    | RNC  | KSB  | RSK  | OHK  | TSC  | 出力            | 偏波面 | 送信 場所 |
| デジタルリモコン番号 | デジタルリモコン番号 | 1ch     | 2ch     | 1ch     | 2ch     | 4ch  | 5ch  | 6ch  | 8ch  | 7ch  | 出力            | 偏波面 | 送信 場所 |
| -------------------- | -------------------- | ------- | ------- | ------- | ------- | ---- | ---- | ---- | ---- | ---- | --------------- | ------ | --------- |
| 高松                 | デジタル             | 24ch    | 13ch    | -       | -       | 15ch | 17ch | 21ch | 27ch | 18ch | NHK1kW/民放500W | 水平   | 前田山    |
| 高松                 | アナログ             | 37ch    | 39ch    | -       | -       | 41ch | 33ch | 29ch | 31ch | 19ch | NHK10kW/民放5kW | 水平   | 前田山    |
| 岡山 (北讃岐)        | デジタル             | (24ch)  | (13ch)  | 32ch    | 45ch    | 20ch | 30ch | 21ch | 27ch | 18ch | 2 kW(200W)      | 水平   | 金甲山    |
| 岡山 (北讃岐)        | アナログ             | -       | -       | 5ch     | 3ch     | 9ch  | 25ch | 11ch | 35ch | 23ch | V10kW/U20kW     | 水平   | 金甲山    |
| 直島                 | アナログ             | 52ch    | 48ch    | -       | -       | -    | -    | -    | -    | -    | 1W              | 水平   | 擂鉢台    |
| 直島向島             | アナログ             | 43ch    | -       | -       | -       | -    | -    | -    | -    | -    | 1W              | 水平   | 向島      |

AMラジオ放送
- NHK高松第1放送：1368kHz（高松局 出力5kW）
- NHK高松第2放送：1035kHz（高松局 出力1kW）
- 西日本放送ラジオ：1449kHz（高松局 出力5kW）

FMラジオ放送
- NHK高松FM放送：86.0MHz（高松局 出力1kW）
- FM香川：78.6MHz（高松局 出力1kW）
- FM高松：81.5MHz（コミュニティ放送 出力20W）
- 西日本放送ラジオ（ワイドFM）：90.3MHz（高松局 出力1KW）

県外波
- NHK岡山第1放送：603kHz（岡山局 出力5kW）
- NHK岡山第2放送：1386kHz（岡山局 出力5kW）
- RSKラジオ：1494kHz（岡山局 出力10kW）

- NHK岡山FM放送：88.7MHz（岡山局 出力1kW）
- FM岡山：76.8MHz（岡山局 出力1kW）
- RSKラジオ（ワイドFM）：91.4MHz（岡山局 出力1KW）

新聞
山陽新聞は香川県で唯一、本町のみ発行区域となっている。2011年までは香川県全域で発行されていた。

## 名所・観光スポット・祭事・催事

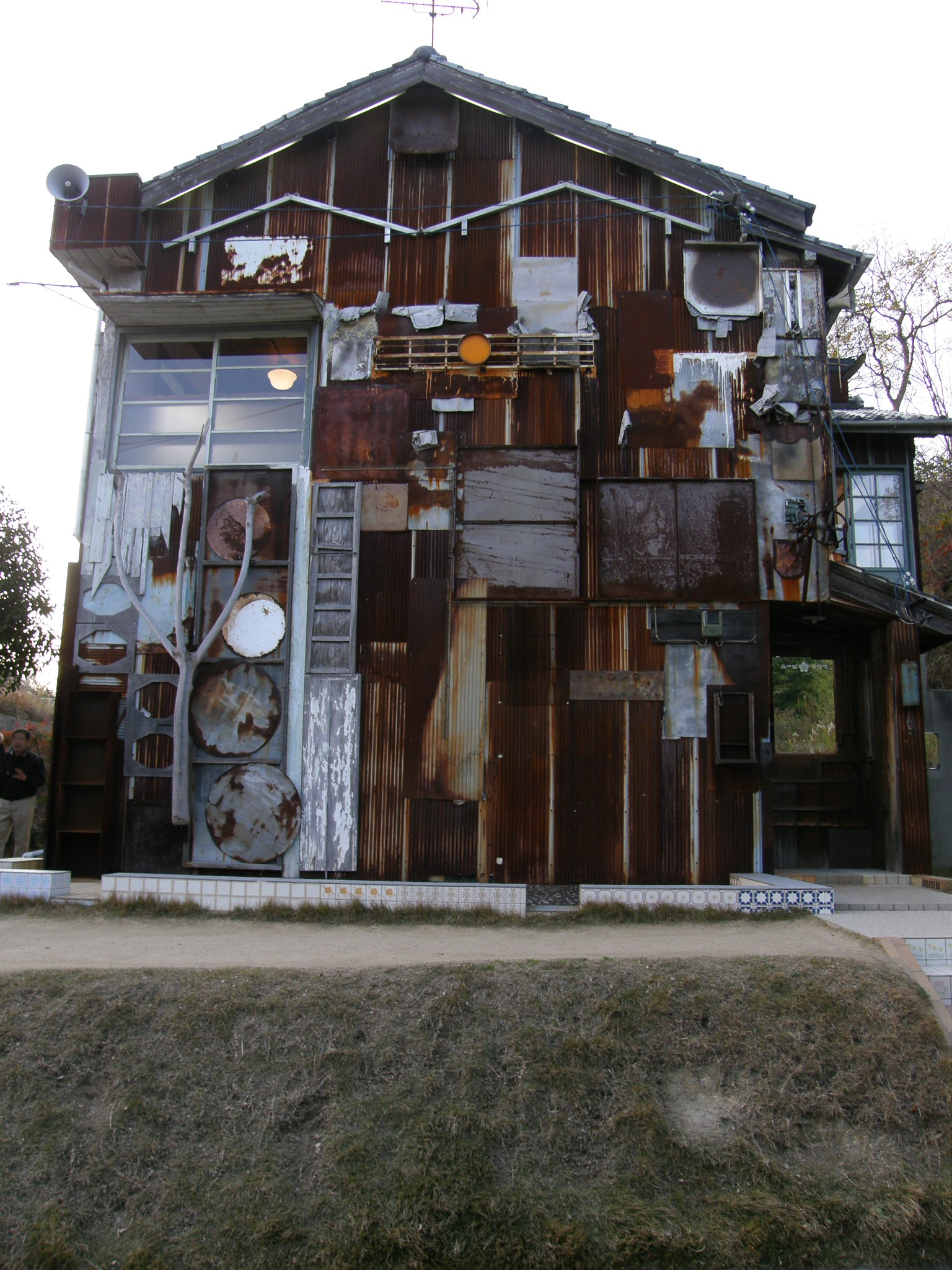
家プロジェクト「はいしゃ」

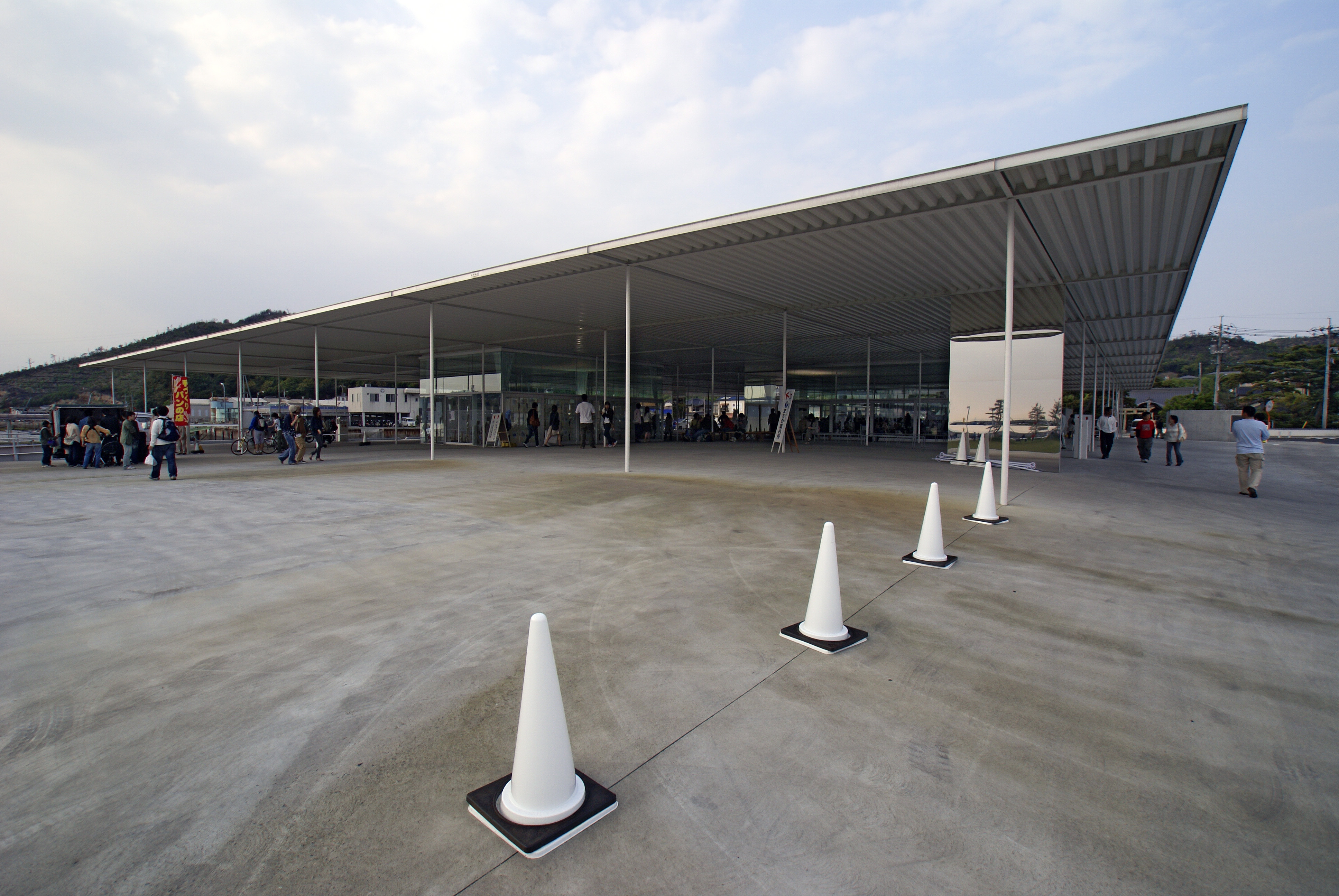
宮ノ浦港、海の駅なおしま

- ベネッセアートサイト直島 …ベネッセコーポレーションが島内各地で行ってきたアート活動が、古民家や路地など美術館内部に納まらない規模になってきたため、2004年（平成16年）7月より「Benesse Island 直島文化村」ほか島内のアート活動の総称をベネッセアートサイト直島に改称した。以前からの企業コレクションであった美術品も多いが、ベネッセハウスの構造や瀬戸内の景観、集落の歴史などを踏まえて、直島だけのために構想し制作・設置され、直島以外では見られないサイトスペシフィックな作品が増えてきたのが特徴。
  - ベネッセハウス
    - ホテル部分（本館「ミュージアム」、スロープカーで登る山頂の別館「オーヴァル（旧称アネックス）」、新館「パーク棟」・「ビーチ棟」）
    - 美術館部分（旧称・直島コンテンポラリーアートミュージアム）
    - テラスレストラン
    - スパ（アロマセラピー・サロン。温泉ではない）

  - シーサイドパーク（旧称・直島国際キャンプ場）琴弾地浜に面する。2005年（平成17年）9月1日から新ホテル（ビーチ、スイート2006年（平成18年）5月20日オープン）建設のため廃止
  - 家プロジェクト …島内の集落の古民家の保存、修復などに現代美術のインスタレーションを組み合わせたもの。名前は屋号やかつてあった寺社に由来。
    - 角屋（宮島達男作品を展示）
    - 南寺（ジェームズ・タレル作品を展示。設計：安藤忠雄）
    - きんざ（内藤礼作品を展示）※事前予約制
    - 護王神社（設計：杉本博司）
    - 石橋（千住博作品を展示）
    - 碁会所（須田悦弘作品を展示）
    - はいしゃ（大竹伸朗作品を展示）

  - 本村ラウンジ&アーカイブ（空間設計：西沢立衛） …アートサイト直島の資料の収集と公開。
- 地中美術館 クロード・モネ、ウォルター・デ・マリア、ジェームズ・タレルの3人の作品を、本人たちの構想を最大限生かしながら設置するために、山の上の塩田跡の地下に建設された。設計は安藤忠雄。地下にありながら自然光を採り入れ1日のうちでも時間によって作品の見え方が変化するのも魅力のひとつである。公益財団法人福武財団が運営する。2018年8月1日より予約制となり、事前にオンラインで15分ごとの日時指定によるオンラインチケットを購入する必要がある。予約なしで訪問する場合、予約の空き状況により入館を待ったり、繁忙日の場合入館できない場合もある[18]。
- ふるさと海の家「つつじ荘」（設計 石井和紘） …琴弾地浜に面した公設民営宿泊施設。

昭和50年代に大ヒットした演歌『おやじの海』を記念した碑がある。作詞作曲者は直島出身、現在も直島在住でマルチな活動をしながら作詞作曲も続ける佐義達雄、歌唱は秋田県出身で当時直島製錬所で佐義と同じ職場で働いていた村木賢吉。職場で知り合ったアマチュアの自主制作した楽曲が全国ヒットのミリオンセラーに輝くことは当人達にとってもまったく予想外だった。
2006年（平成18年）4月から新体制で運営。大広間、大広間付属の台所、オートキャンプ場などが改装され従前には団体が宿泊できた大広間には宿泊できなくなった。オートキャンプ場に旧国際キャンプ場のパオが移転したため、テント持込でキャンプができる場所は事実上直島から無くなった。「琴反地」「泊ヶ浦」「姫泊」「納言様」の個室は従来どおり宿泊可能。
- 直島建築作品（設計 石井和紘）

直島町役場、直島幼児学園、直島小学校、直島中学校、総合福祉センター、直島町体育館、直島町民武道館など。学校・体育施設が島の中央に文教地区を形成している。各施設を一連の建築作品群にするアイデアはかつての町長・三宅親連のもので、1970年代以来一貫して石井和紘が手がけており、風土に合った意匠や、町の将来の飛躍をシンボライズしたデザインが特徴である。特に本村にある直島町役場は、安土桃山時代の名建築「飛雲閣」を参考に設計され集落の中に溶け込んでいる。
- 直島釣り公園

島の南端に固定桟橋や浮き桟橋、釣りいかだが海に浮かんでいる。好スポットとして人気が高い。
- 007（赤い刺青の男）記念館

直島町、ベネッセハウスが小説の『007/赤い刺青の男』に実名で登場することを記念して創られた、007資料展示ルーム（特記事項参照）。
- 直島銭湯「I♥湯」

大竹伸朗の美術作品かつ銭湯。大竹が得意とする手法「スクラップブック」をふんだんに用いた大胆なデザインが若者に人気。
- なおしま・みやのうら海の駅

2006年（平成18年）10月4日にオープンしたSANAA設計によるフェリー・ターミナル。新鋭の建築家チームSANAAの設計。海の駅の名を冠してはいるが島外からのビジターが持ち船を係留できる施設ではない。乗船券売り場、売店、待ち合いホール、カフェ、観光案内所、ギャラリーがある。

## 旧跡 ・文化財
直島女文楽
明治以降一旦途絶えた島の人形浄瑠璃を、戦後まもなく女性たちだけの手で復活したもの。
- 1962年（昭和37年）9月20日 - 「直島女文楽 人形頭及び衣裳」として県の有形民俗文化財に指定。
- 1984年（昭和59年）8月14日 - 「直島女文楽」として県の無形民俗文化財に指定。

喜兵衛島製塩遺跡
1979年（昭和54年）6月25日に国の史跡に指定された。
崇徳天皇神社
上皇の住んでいた泊ヶ浦（積浦）にあった行在所を山上に建てられた神社に移設してある。
八幡山極楽寺
高野山真言宗の寺院。本尊は阿弥陀如来座像。

## イベント
- 瀬戸内国際芸術祭

## 著名な出身者・ゆかりの人物
出身者
- 中村由信（写真家） - 1925年直島町宮の浦生まれ[19]。写真集『瀬戸うちの人びと』（1965年）、『瀬戸内海の旅』（現代教養文庫）などの著書で知られ、昭和30年代に瀬戸内海の島々を憑かれたように訪ね歩いた[20]。
- 佐義達雄（作詞家兼作曲家） - 「おやじの海」の作者。村木賢吉とは三菱金属鉱業でデビュー前から親交があった。

ゆかりの人物
- 村木賢吉（歌手） - 詳細は前々節を参照。
- 福島節（ミュージシャン） - 直島在住の音楽プロデューサー、シンガーソングライター、作曲家。

## 特記事項
- 海ホタルと呼ばれるウミホタル科に属する1〜3mmの大きさの海洋微生物が浅瀬の泥砂に多数生息しており、刺激を与えたり、餌となる肉の小片を海底に落とすと、発光性の粘液により青色に光りながら揺らめく様子が美しい。
- 2013年3月1日 島内にセブンイレブン開店
- 町内に岡山県との境界未定部分があることから、1988年に国土交通省国土地理院が香川県の面積から直島町の面積を除外した結果、大阪府と入れ替わる形で香川県が日本一面積の小さい都道府県となっている。

### 直島町を舞台とする作品
- 007シリーズ 赤い刺青の男（2002年、レイモンド・ベンスン）
  - 人気スパイ小説「007シリーズ」の原作者イアン・フレミングの没後執筆を担ってきた後継作家の一人、レイモンド・ベンスンによって書かれた作品。直島の美術館を会場とするサミット・主要国首脳会議を狙うテロをジェームズ・ボンドが阻止する。
  - 作品の映画化と直島でのロケ誘致を目指して 007を香川に呼ぶ秘密情報部 が結成され、誘致活動が行われた。誘致活動の一環として直島町の宮浦港近くに 007「赤い刺青の男」記念館 が造られ、2005年（平成17年）7月24日の開館セレモニーには作者ベンスンも夫人を伴って駆けつけた。（これまでにフレミング以外の作家による小説は映画化されていない。）
- ジェームズ・ボンドは来ない（2014年、松岡圭祐）
  - 上記007誘致運動をもとにした青春小説
- 鬼ごっこ!（Alcotのアダルトゲーム）-香川県道256号線、宮浦港などが登場。
- Summer Pockets
  - 直島をモデルにした離島・鳥白島を舞台とする。